# Caradrina extima
Caradrina extima là một loài bướm đêm trong họ Noctuidae.